# Pilarização

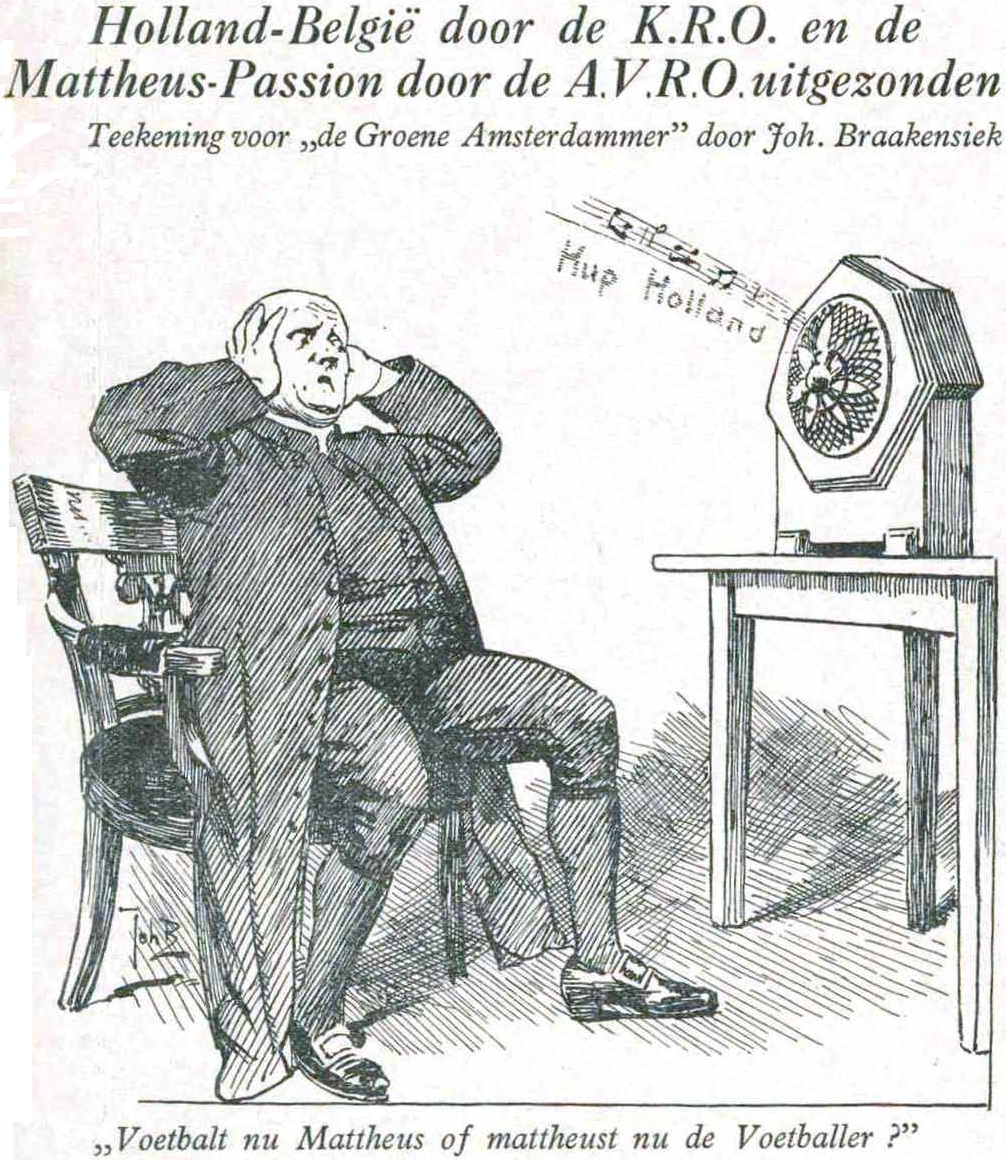
Holanda-Bélgica pelo K.R.O. e a transmissão de Paixão de São Mateus pela A.V.R.O.

Pilarização (em neerlandês:  verzuiling) é a segregação político-denominacional de uma sociedade, ou a separação de uma sociedade em grupos por religião e crenças políticas associadas. Essas sociedades foram (e em algumas áreas ainda são) divididas "verticalmente" em dois ou mais grupos conhecidos como pilares (em neerlandês:  zuilen).
Os exemplos mais conhecidos disso ocorreram historicamente na Holanda e na Bélgica.  Cada pilar pode ter suas próprias instituições sociais e organizações sociais. Estes podem incluir os seus próprios jornais, organizações de radiodifusão, partidos políticos, sindicatos, associações de agricultores, bancos, lojas, escolas, hospitais, universidades, organizações de escuteiros e clubes desportivos. Essa segregação faz com que muitas pessoas tenham pouco ou nenhum contato pessoal com membros de outros pilares.